# Eccellenza Umbria 2005-2006
Il campionato italiano di calcio di Eccellenza regionale 2005-2006 è il quindicesimo organizzato in Italia. Rappresenta il sesto livello del calcio italiano ed il maggiore in ambito regionale.
Questo è il girone unico organizzato dal Comitato Regionale dell'Umbria.

## Squadre partecipanti
| Squadra           | Città (provincia)                              | Stagione 2004-05                                  |
| ----------------- | ---------------------------------------------- | ------------------------------------------------- |
| Arrone            | Arrone (TR)                                    | 6° in Eccellenza Umbria                           |
| Bastia            | Bastia Umbra (PG)                              | 4° in Eccellenza Umbria                           |
| Campitello        | Terni                                          | 1° in Promozione Umbria/B, promosso               |
| Castel Rigone     | Castel Rigone di Passignano sul Trasimeno (PG) | 3° in Eccellenza Umbria                           |
| Città di Castello | Città di Castello (PG)                         | 7° in Eccellenza Umbria                           |
| Deruta            | Deruta (PG)                                    | 10° in Eccellenza Umbria                          |
| Massa Martana     | Massa Martana (PG)                             | 8° in Eccellenza Umbria                           |
| Nestor            | Marsciano (PG)                                 | 13° in Eccellenza Umbria, salva dopo i play out   |
| Ortana            | Orte (VT)                                      | 9° in Eccellenza Umbria                           |
| Pontevecchio      | Ponte San Giovanni di Perugia                  | 2° in Eccellenza Umbria                           |
| Pretola           | Pretola di Perugia                             | 3° in Promozione Umbria/A, promosso dopo play off |
| Todi              | Todi (PG)                                      | 16° in Serie D/F, retrocesso dopo i play out      |
| Trestina          | Trestina di Città di Castello (PG)             | 11° in Eccellenza Umbria, salvo dopo spareggio    |
| Umbertide Tiberis | Umbertide (PG)                                 | 15° in Eccellenza Umbria, salvo dopo i play out   |
| Valfabbrica       | Valfabbrica (PG)                               | 1° in Promozione Umbria/A, promosso               |
| Virgilio Maroso   | Terni                                          | 5° in Eccellenza Umbria                           |

## Classifica finale
|  | Pos. | Squadra                | Pt | G  | V  | N  | P  | GF | GS | DR  |
|  | ---- | ---------------------- | -- | -- | -- | -- | -- | -- | -- | --- |
|  | 1.   | Arrone                 | 60 | 30 | 18 | 6  | 6  | 52 | 25 | +27 |
|  | 2.   | Pontevecchio           | 56 | 30 | 15 | 11 | 4  | 43 | 22 | +21 |
|  | 3.   | Deruta                 | 55 | 30 | 14 | 13 | 3  | 40 | 18 | +22 |
|  | 4.   | Valfabbrica            | 50 | 30 | 13 | 11 | 6  | 35 | 20 | +15 |
|  | 5.   | Trestina               | 48 | 30 | 13 | 9  | 8  | 43 | 32 | +11 |
|  | 6.   | Castel Rigone          | 46 | 30 | 12 | 10 | 8  | 36 | 26 | +10 |
|  | 7.   | Nestor                 | 43 | 30 | 12 | 7  | 11 | 31 | 31 | 0   |
|  | 8.   | Campitello             | 41 | 30 | 10 | 11 | 9  | 32 | 30 | +2  |
|  | 9.   | Bastia                 | 40 | 30 | 9  | 13 | 8  | 31 | 27 | +4  |
|  | 10.  | Umbertide Tiberis      | 40 | 30 | 10 | 10 | 10 | 38 | 34 | +4  |
|  | 11.  | Massa Martana          | 38 | 30 | 8  | 14 | 8  | 28 | 31 | -3  |
|  | 12.  | Todi                   | 37 | 30 | 8  | 13 | 9  | 32 | 31 | +1  |
|  | 13.  | Pretola                | 32 | 30 | 8  | 8  | 14 | 36 | 50 | -14 |
|  | 14.  | Virgilio Maroso        | 21 | 30 | 5  | 6  | 19 | 28 | 54 | -26 |
|  | 15.  | Città di Castello (-1) | 18 | 30 | 4  | 7  | 19 | 21 | 57 | -36 |
|  | 16.  | Ortana                 | 15 | 30 | 2  | 9  | 19 | 11 | 49 | -38 |

Legenda:

      Promossa in Serie D 2006-2007.
      Ammessa ai play-off nazionali.
 Ammesse ai play-off o ai play-out.
      Retrocessa in Promozione Umbria 2006-2007.
Regolamento:

Tre punti a vittoria, uno a pareggio, zero a sconfitta.
In caso di arrivo a pari punti fra due squadre per attribuire il 1º posto (promozione diretta), il 16º posto (retrocessione diretta), il 5º posto (ultimo utile per i play-off) ed il 12º posto (primo utile per i play-out) si effettua una gara di spareggio in campo neutro.
In caso di arrivo di due o più squadre a pari punti, la graduatoria verrà stilata secondo la classifica avulsa tra le squadre interessate, che prevede in ordine i seguenti criteri: 
- Punti negli scontri diretti
- Differenza reti negli scontri diretti
- Differenza reti generale
- Reti realizzate in generale
- Sorteggio

Note:

Il Città di Castello è stato sanzionato con 1 punto di penalizzazione.

## Spareggi

### Play-off

#### Tabellone
|  | Semifinali | Semifinali   | Semifinali | Semifinali | Semifinali |  |  | Finale   | Finale   | Finale |  |
|  |            |              |            |            |            |  |  |          |          |        |  |
|  | 5          | Trestina     | 2          | 0          | 2          |  |  |          |          |        |  |
|  | 2          | Pontevecchio | 0          | 1          | 1          |  |  | Trestina | Trestina | 0      |  |
|  | 4          | Valfabbrica  | 0          | 0          | 0          |  |  | Deruta   | Deruta   | 2      |  |
|  | 3          | Deruta       | 1          | 0          | 1          |  |  |          |          |        |  |

#### Semifinali
|              | Risultati |              |  |
| ------------ | --------- | ------------ |  |
| Trestina     | 2-0       | Pontevecchio |  |
| Pontevecchio | 1-0       | Trestina     |  |
|              |           |              |  |
| Valfabbrica  | 0-1       | Deruta       |  |
| Deruta       | 0-0       | Valfabbrica  |  |
|              |           |              |  |

#### Finale
|        | Risultati |          |  |
| ------ | --------- | -------- |  |
| Deruta | 2-0       | Trestina |  |
|        |           |          |  |

### Play-out
|                   | Risultati |                   |  |
| ----------------- | --------- | ----------------- |  |
| Città di Castello | 1-1       | Todi              |  |
| Todi              | 1-0       | Città di Castello |  |
|                   |           |                   |  |
| Virgilio Maroso   | 1-1       | Pretola           |  |
| Pretola           | 1-1       | Virgilio Maroso   |  |
|                   |           |                   |  |